# Amaunet

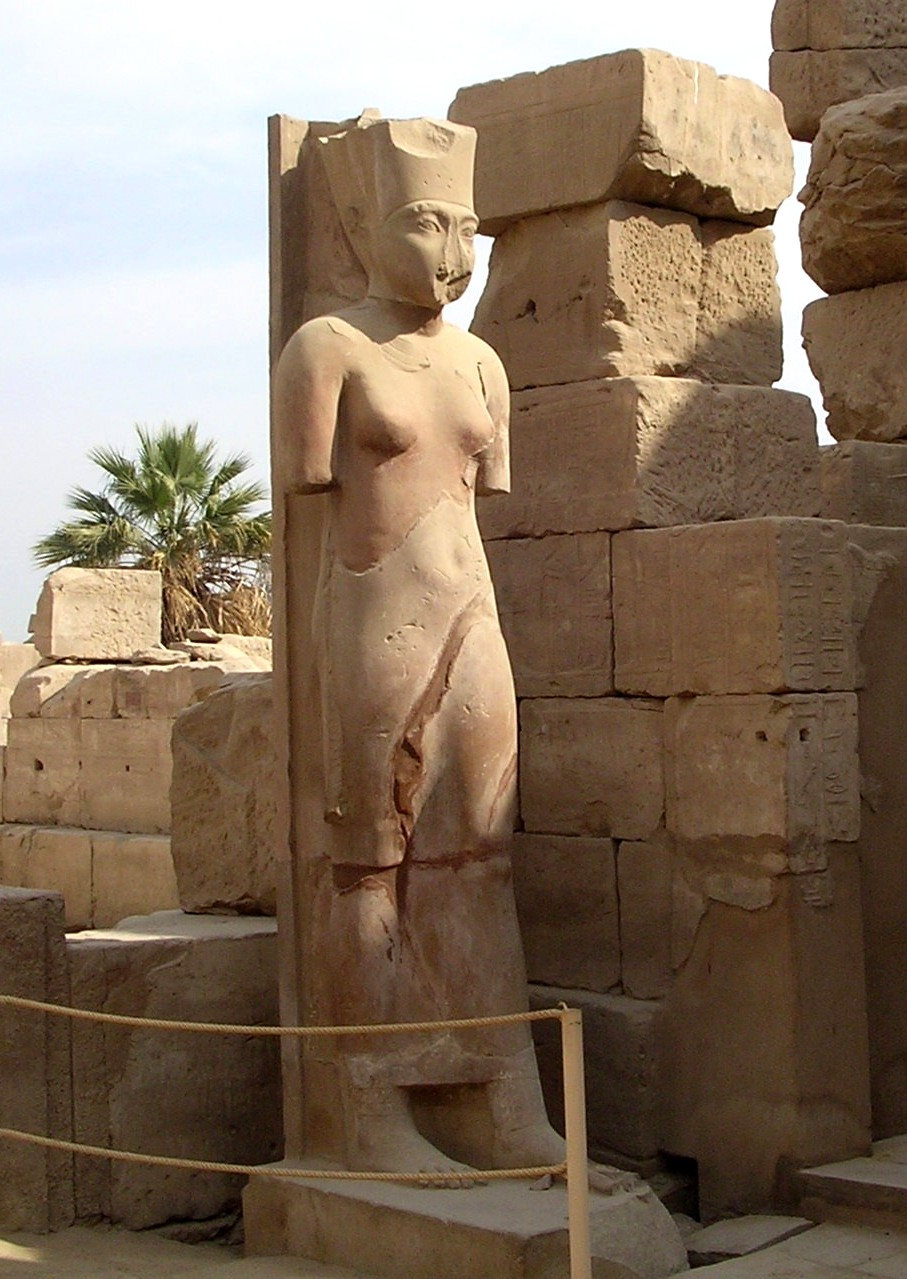
Amaunet

Amaunet var i egyptisk mytologi en moders- och fruktbarhetsgudinna som även representerade nordanvinden. Tillsammans med maken Amun var hon en del av Ogdoaden, en grupp av fyra gudar och fyra gudinnor som dyrkades i Heliopolis.